# 100万回の「I love you」
「100万回の「I love you」」（ひゃくまんかいの「アイラブユー」）は、日本の男性シンガーソングライター・Rakeの楽曲。2010年11月9日に配信を開始、2011年3月9日に3作目のシングルとしてAriola Japanから発売された。

## 音楽性と批評
アコースティック・ギターをベースにした爽やかでR&B調のメロディに合わせて、サビの部分の印象的なフレーズ「「愛してる」の言葉じゃ 足りないくらいに君が好き」「「 愛してる」の言葉を 100万回君に送ろう」に象徴されるように、「愛してる」という気持ちをストレートに伝える「王道」のラブソング。
Rakeによれば「違った人生を歩いてきた二人が出逢って、一つの未来に進んでいく」ストーリーを描いている。また、曲の製作から数年経った後のヒットであることについて、次のように語っている。
歌詞サイト「歌ネット」を通したプロモーションなどの効果もあり、「告うた」（告白ソング）としても広まった。一部では「携帯電話の着信音にすると恋が叶う」という都市伝説も生まれたという。また、シングルのリリース直後に発生した2011年3月11日の東日本大震災では、この曲が励みになったという反響もあった。
さらに、結婚式で演奏される曲としても広まりを見せた。仙台で、被災した夫婦の結婚式にサプライズ出演して「100万回の「I love you」」や「誓い」を歌う企画も行われた。

## 経緯

### 制作と地元ライブでの演奏
Rakeがこの楽曲を制作したのは、デビュー前の2003年頃である。普段、曲を作る際は何度も練り直すことが多いが、この曲はスムーズに「自分の中から生まれてきた」曲で、テンポ・メロディ共にRake自身が気持ちの良さを感じる「まじりっけのない」曲だという。
完成の後、Rakeは地元仙台のライブハウスや路上でのライブにおいて、この曲を歌い始める。後の2010年1月にRakeはメジャー・デビューするが、それまで歌い続ける中で多くの人に「CDにしないんですか?」と聞かれるなど、音源化の要望が特に多い曲だった。

### 配信開始、シングル化とヒット
メジャー・デビュー作である1枚目のシングル「Fly away」がFMラジオでヒット、またミニアルバムを発売するなど音楽活動を続ける中、2010年11月に「100万回の「I love you」」の『着うた』（レコチョク））での配信がスタートする。ここでレーベルは、楽曲の特徴である印象的な歌詞をピックアップするプロモーション・キャンペーンを行った。インターネットの歌詞サイトにおいて、この曲を「告うた」（告白ソング）と銘打ち、クリスマス前の時期に利用者から告白の体験談を募るコラボレーションを行ったのである。このキャンペーンを通して大きな反響があり、配信は好調となった。
こうした反響の影響もあり、2011年の年初にヨコハマタイヤCMソングのタイアップが決定する。2月にCMの放映が始まると、配信数はさらに伸びを見せた。
そして、2011年3月9日にシングルがリリースされる。しかし、直後に東日本大震災が発生、Rake自身も被災し、予定されていたシングルのインストアイベントは中止という事態になる。Rakeの人生観は大きく変わり、音楽活動を続けられないかもしれないと考えたという。そんな中で、自身のブログに、「100万回の「I love you」」を聴いて（震災の苦難を）頑張れた、乗り切れたという多くのコメントが寄せられた。これらのコメントを読んで励まされ、少しずつ気持ちが前向きになっていったという。そして、ゴールデンウィークには活動を再開し、各地のショッピングモールなどでのライブを行った。
5月にはUSENのJ-POP総合チャートで初の1位と初の24週連続TOP30入りを記録し、じわじわと浸透するロングヒットとなった。また、2011年7月16日にはTBS系列の音楽特別番組『音楽の日』に出演してこの曲を披露する。直後の7月25日付の週間レコチョクランキングでは最高位の4位を記録した。
この反響を物語るエピソードもある。Rakeと同郷で古くから付き合いのあるバンドカラーボトルのメンバー竹森マサユキは、ツアーで広島を訪れた際、自転車の2人乗りをしているカップルが「100万回の「I love you」」を歌っているのを偶然見かけ、その場で興奮気味にRake本人に電話を掛けてしまった。CDの売り上げやダウンロード数よりも、こういった肌で感じたエピソードのほうが身にしみる、伝えなきゃ、という思いからだったという。また、以下のようなエピソードもあった。
このようなエピソードを通じて、竹森はRakeの歌が誰かの日常に浸透しているのがうらやましくも感じ、自分達も負けてられないと奮起したという。
USEN J-POP総合ランキングではその後、2010年11月から2011年11月までの1年間連続でTOP30入りという記録（2015年時点で歴代最長）を達成し、「2011年を代表するラブソング」「2011年一番聴かれた楽曲」とも称されるほどとなった。
そのしばらく後、Rakeは「100万回の「I love you」」も収録したベスト盤『This is Rake～BEST Collection～』のリリースと、2015年8月末での活動休止を発表する。その一方で、同年6月にサービスをスタートした定額制音楽配信サービス『LINE MUSIC』では、この楽曲がスタートから2カ月間で300万再生という記録を打ち立て、浸透の深さを窺わせた。同サービスで7月にスタートした週間ランキングでは、ほとんどを新曲が占める中で、2013年以前のリリースされた楽曲では唯一ランクインした（2015年8月初め時点）。

## ミュージック・ビデオ
通常バージョン
青柳文子と馬場徹がカップルとして出演する。女性は初め、2人を繋いでいた赤い糸を切る（男性を振ってしまう）。その後の回想シーンでは赤い糸でぐるぐる巻きになった過去の男性が次々と出現して言い寄ってくるが、女性はそれらを拒み、初めの男性の元へと戻っていき再び赤い糸を結び直す（仲直りする）という流れになっている。この赤い糸は「男性の彼女への思いの象徴」として描かれており、監督を務めた田上健太のアイデアであった。
live movie ver.
ライブ映像で構成される。東哲が監督。
Best Remix ver.
Rakeが2015年8月末での活動休止を発表した後の作品。親交の深い同郷のお笑いコンビ サンドウィッチマンのほか、中孝介、カサリンチュ、ダイスケ、ティーナ・カリーナら親交の深いアーティストが友情出演している。園田俊郎と加登谷寛が監督を務めた。

## チャート成績
- USEN J-POP総合チャート 1年間連続TOP30入り（2010年11月24日付 - ）[1] - 2011年5月18日付で史上初の24週連続を記録している[2]。
- USEN J-POP総合チャート 1位（2011年5月18日付）[2]
- USEN J-POP 2011 年間総合チャート 2位[3]
- 音楽配信 累計200万ダウンロード以上[13]
- レコチョク週間ランキング 18週連続TOP10（着うたフル）[1]
- レコチョク週間ランキング 4位(2011年7月25日付）[12]
- レコチョク 2011 年間ランキング ダウンロード（シングル）部門 4位・着うた部門 7位[4]
- LINE MUSIC 週間ランキング11位（2015年8月5日付）[13]
- オリコン ウィークリーチャート 25位（2011年3月21日付）[16]
- オリコン ウィークリーチャート 登場回数29回[16]
- Billboard JAPAN ストリーミング1億回再生[17]

## タイアップ
- ヨコハマタイヤ 「BluEarth」CMソング
- 映画『がんばっぺ フラガール!～フクシマに生きる。彼女たちのいま～』主題歌
- テレビ朝日系列音楽番組『FutureTracks→R』 2011年3月度オープニングソング
- TOKYO MX他 バラエティ番組『ブランディア うれしいことふやそう!』2011年4月度オープニングソング
- tvk他 音楽バラエティ番組『saku saku』2011年4月度エンディングソング
- MBS他 ファッション情報番組『DRESS』2011年4月度エンディングソング

## シングル収録トラック
| #  | タイトル                                      | 作詞・作曲         | 編曲             |
| -- | --------------------------------------------- | ------------------ | ---------------- |
| 1. | 「100万回の「I love you」」                   | Rake               | Hideyuki KOMATSU |
| 2. | 「First Sight feat. 熊谷和徳」                | Rake               | Hideyuki KOMATSU |
| 3. | 「Don't Look Back In Anger」                  | ノエル・ギャラガー |                  |
| 4. | 「100万回の「I love you」 (instrumental)」    |                    |                  |
| 5. | 「First Sight feat. 熊谷和徳 (instrumental)」 |                    |                  |

トラック3番はオアシスのカバー。

## カバー
- GILLE - ショーン・キャリー(Sean Carey)とともに英語詞を付けてこの楽曲をカバーした。2013年9月に発売したカバーアルバム『I AM GILLE.2』に収録された。
- fumika - 2018年6月カバープロジェクト先行配信、2018年11月に発売したアルバム『COVER LIFE』に収録された。
- 高木さん（高橋李依）（2019年） - 『「からかい上手の高木さん2」Cover Song Collection』のボーナストラックとして収録。
- 福原遥 - 2022年6月発売の1stアルバム『ハルカカナタヘ』に収録。

## アレンジ
「100万回の「I love you」 -winter ver.-」
2010年12月9日から配信開始。 1stアルバム『First Sight』のボーナストラックに収録。

「100万回の「I love you」 -Best Remix ver.-」
GIRA MUNDOがリミックスを手掛けたパーティー調のアレンジ。2015年7月22日から配信開始、同年8月5日発売のベストアルバム『This is Rake～BEST  Collection～』に収録。

Re:100万回の「I love you」
J☆Dee'Zが、サビ以外を女子目線から歌ったアンサーソング。2018年11月21日発売のシングル『明日も、世界は回るから。/Re:100万回の「I love you」』に収録。

## 関連する楽曲

### 続編曲
2012年にリリースした3rdシングル「フタリヒトツ」の歌詞は、「100万回の「I love you」」において出会った二人が共に進んでゆく日常という、この楽曲の先にあるストーリー を描いている。

### アンサーソング
女性歌手Oranje.が2011年9月にデビューシングルとして発表した楽曲「100万回の「愛してる」」は、「100万回の「I love you」」のアンサーソングとしてRake自身が作詞・作曲したものである。「100万回の「I love you」」の製作段階で既にアンサーソングの構想があり、女性歌手向けの楽曲として温めていたものを、同じ事務所に所属するOranjeのデビュー曲として提供することとなったという。